# Hydrangea macrocarpa
Hydrangea macrocarpa là một loài thực vật có hoa trong họ Tú cầu. Loài này được Hand.-Mazz. mô tả khoa học đầu tiên năm 1925.